# Slag bij Beneventum (275 v.Chr.)
De Slag bij Beneventum werd in 275 v.Chr. gevoerd tussen een Grieks leger onder leiding van Pyrrhus van Epirus en de Romeinse Republiek onder leiding van consul Manius Curius Dentatus. Het was de laatste veldslag van de Pyrrhische Oorlog, waarmee Pyrrhus trachtte de Griekse koloniën in Zuid-Italië (Magna Graecia) uit Romeinse handen te houden.

## Achtergrond
Nadat Pyrrhus naar Italië was teruggekeerd na zijn veldtocht in Sicilië, probeerde hij de Romeinen definitief te verslaan. In tegenstelling tot wat de overlevering wil, vond het gevecht niet plaats bij Beneventum, maar verder naar het zuiden, in Lucanië.
Plutarchus gaf het meest gedetailleerde verslag van de veldslag. Hij schreef dat tijdens de drie jaar waarin Pyrrhus in Sicilië vocht, de Samnieten zware verliezen leden tegen de Romeinen en een groot deel van hun grondgebied verloren. Dit maakte hen haatdragend tegenover Pyrrhus. Daarom sloten de meesten van hen zich niet meer bij hem aan toen hij terugkeerde naar Zuid-Italië.

## De slag
Pyrrhus zou zijn leger in twee divisies gesplitst hebben. Hij beval een ervan om Cornelius Lentulus te onderscheppen en trok met het andere deel tijdens de nacht op tegen Manius Curius, die bij Beneventum een kamp had gemaakt en op hulp aan het wachten was van Cornelius Lentulus. Pyrrhus wou Curius snel verslaan voor het geval dat zijn collega zou komen opdagen. Zijn soldaten liepen echter verloren en bleven achter omdat ze lang door de bossen moesten marcheren en de toortsen waren gedoofd. Dionysius van Halicarnassus schreef dat Pyrrhus door kleine geitenpaden marcheerde waar mensen nooit kwamen. Zelfs voor de vijand in zicht kwam, was zijn leger al verzwakt door dorst en uitputting. Dit vertraagde Pyrrhus en bij zonsopgang konden de Romeinen zijn leger goed zien. Manius Curius leidde zijn mannen uit het kamp en viel de voorhoede van zijn vijand aan en kon enkele olifanten gevangennemen. Dit succes bracht hem naar de vlakte waar hij Pyrrhus kon aanvallen. Hij kon enkele regimenten van Grieken op de vlucht doen slaan, maar een olifantencharge dreef hem terug naar zijn kamp. Hij beval de bewakers van het kamp die op de muren stonden tot bij hem te komen. Ze kwamen naar beneden en gooiden werpsperen naar de olifanten, die hierdoor omkeerden. Ze liepen in de rangen van Pyrrhus waar er hierdoor erg veel wanorde ontstond.

## Nasleep
Officieel had Pyrrhus deze slag gewonnen, omdat de Romeinen zich hadden teruggetrokken naar hun kamp. Pyrrhus zou toen gezegd hebben: "Nog één zo'n overwinning en we gaan eraan ten onder!" Omdat de Romeinen dankzij deze veldslag de oorlog hadden gewonnen, konden ze het maar niet vatten dat ze deze slag hadden verloren. Hierdoor zeiden de Romeinen dat zij deze slag hadden gewonnen en volgens hen zou Pyrrhus deze woorden hebben gezegd bij de Slag bij Heraclea. Pyrrhus keerde na dit 'verlies' terug naar Epirus. Hij had nog slechts het bevel over 8.000 man infanterie en 500 man cavalerie. Dankzij deze overwinning werd het Romeinse aanzien in Italië erg versterkt.

## Antieke bronnen
- Lucius Cassius Dio, X 6.48.
- Diodoros van Sicilië, Bibliotheca historica XXII 10.
- Dionysius van Halicarnassus, Antiquitates Romana XX 20.11-12.1.
- Plinius de Oudere, Naturalis historia III 11, 16.
- Plutarchus, Pyrrhus  11.24, 22.4-6, 25.
- Titus Livius, Periochae XV 4, Ab Urbe condita IX 27.
- Marcus Velleius Paterculus, Historia Romana I 14.8.

Oorlogen van de Romeinse Republiek
· Romeins-Etruskische Oorlogen
· Romeins-Aequische Oorlogen
· Latijnse Oorlog
· Romeins-Hernicische Oorlogen
· Romeins-Volscische Oorlogen
· Samnitische oorlogen (Eerste, Tweede, Derde)
· Pyrrhische Oorlog
· Punische oorlogen (Eerste, Tweede, Derde)
· Illyrische Oorlogen (Eerste, Tweede, Derde)
· Macedonische Oorlogen (Eerste, Tweede, Derde, Vierde)
· Romeins-Seleucidische Oorlog
· Aetolische Oorlog
· Galatische Oorlog
· Romeinse Verovering van Hispania (Eerste Celtiberische Oorlog, Lusitanische Oorlog, Numantische Oorlog, Sertorische Oorlog, Cantabrische Oorlogen)
· Achaeïsche Oorlog
· Oorlog tegen Jugurtha
· Cimbrische Oorlog
· Servilische Oorlogen (Eerste, Tweede, Derde)
· Bondgenotenoorlog
· Sulla's Burgeroorlogen (Eerste, Tweede)
· Mithridatische oorlogen (Eerste, Tweede, Derde)
· Gallische Oorlog
· Romeinse expedities naar Britannia
· Burgeroorlog tussen Pompeius en Caesar
· Einde van de Republiek (Slag bij Mutina, Burgeroorlog tegen Brutus en Cassius, Siciliaanse Opstand, Perusiaanse Oorlog, Burgeroorlog tussen Antonius en Octavianus)
Oorlogen van het Romeinse Keizerrijk
· Germaanse Oorlogen (Teutoburgerwoud, Marcomannenoorlog, Alemannische Oorlogen, Gotische Oorlog, Visigotische Oorlogen)
· Romeinse verovering van Britannia
· Boudicca
· Armenische Oorlog
· Vierkeizerjaar
· Joodse Oorlog
· Romeins-Parthische Oorlog
· Romeins-Perzische oorlogen
· Burgeroorlogen van de derde eeuw
. Gotische oorlog (376-382)
. Gotische opstand van Alarik I
. Gildonische opstand
. Gotische oorlog (402-403)
. Pictische oorlog van Stilicho
. Oorlog van Heraclianus
. Oorlog van Radegaisus
. Rijnoversteek
. Romeinse Burgeroorlog 427-429
· Val van het West-Romeinse Rijk